# یواس‌سی‌جی‌سی ایگل (دبلیوآی‌ایکس-۳۲۷)
یواس‌سی‌جی‌سی ایگل (دبلیوآی‌ایکس-۳۲۷) (به انگلیسی: USCGC Eagle (WIX-327)) یک کشتی است که طول آن ۲۹۵ فوت (۹۰ متر) می‌باشد. این کشتی در سال ۱۹۳۶ ساخته شد.